# Kolbenova metróállomás
Kolbenova egy metróállomás Prágában a prágai B metró vonalán.

## Szomszédos állomások
A metróállomáshoz az alábbi állomások vannak a legközelebb:
- Hloubětín (Černý Most)
- Vysočanská (Zličín)

## Átszállási kapcsolatok
| B (Zličín ↔ Černý Most) |                        |                         |
| Állomás                 | Átszállási kapcsolatok | Fontosabb létesítmények |
| Kolbenova               | 16, 94                 |                         |